# Уусімаа
Уу́сімаа (фін. Uusimaa Фінською: [ˈuːsimɑː]; швед. Nyland, Фін. Шведською: [ˈnyːlɑnd]; обидва букв. 'нова земля') — район у Фінляндії. До 1 січня 2010 був у складі області Південна Фінляндія. На території району Уусімаа розташовані міста Гельсінкі, Еспоо, Вантаа, а також Національний парк архіпелагу Таммісаарі. Найбільший за населенням район Фінляндії — приблизно 30 % від всього населення Фінляндії, у ній проживає 1 689 725 осіб (оц. 2019). Загальна площа становить 16 057.89 км², з них 6 489.99 км² займає морська акваторія, суходіл — 9 567.90 км² у тому числі 471.4 км² прісноводні водойми. Район має високу щільність населення, а як для Фінляндії, то найвищу густоту — 176 осіб/км².

## Історія
Територію району Уусімаа у 12 ст. завоювало Шведське королівство. У ті часи називалася Тавастія (фінською — Гяме, староукраїнською — Ємь). Містила живі сліди перебування саамських племен. Вже у 14 ст. у шведських документах називається Nyland — Нова Земля. Фінський варіант назви території вперше зустрічається 1545 у фінському перекладі Нового завіту, який зробив Мікаель Аґрікола.

## Мовна ситуація
Район Уусімаа офіційно двомовний — фінська та шведська мають однакові права. На сході території зберігся старий шведський діалект, який відрізняється від літературної норми.
Також у агломераціях Уусімаа мешкає кілька сотень представників української діаспори, зокрема студенти та фахівці із дозволом на роботу.

## Медії
Тут зосереджені найбільші холдинги країни у сфері друкованих ЗМІ, зокрема видаються популярні таблоїди — Iltalehti i Ilta-Sanomat.